# Isometrum primuliflorum
Isometrum primuliflorum là một loài thực vật có hoa trong họ Tai voi. Loài này được (Batalin) B.L. Burtt mô tả khoa học đầu tiên năm 1960.